# غرينفيلد (تينيسي)
غرينفيلد (بالإنجليزية: Greenfield, Tennessee)‏ هي مدينة تقع بولاية تينيسي في وسط شرق الولايات المتحدة. تبلغ مساحة هذه المدينة 9.4 (كم²)، وترتفع عن سطح البحر 131 م، بلغ عدد سكانها 2208 نسمة في عام 2010 حسب إحصاء مكتب تعداد الولايات المتحدة وتصل الكثافة السكانية فيها 236.1 نسمة/كم2.

## التركيبة السكانية
حدّد مكتب تعداد الولايات المتحدة بيانات التركيبة السكانية لغرينفيلد في تعداد الولايات المتحدة. في ما يلي، التركيبة السكانية حسب تعدادي 2000 و2010.

### تعداد عام 2000
بلغ عدد سكان غرينفيلد 2,208 نسمة بحسب تعداد عام 2000، وبلغ عدد الأسر 925 أسرة وعدد العائلات 624 عائلة مقيمة في المدينة. في حين سجلت الكثافة السكانية 244 نسمة لكل كيلومتر مربع (632.0/ميل2). وبلغ عدد الوحدات السكنية 1,007 وحدة بمتوسط كثافة قدره 111.3 لكل كيلومتر مربع (288.3/ميل2).
وتوزع التركيب العرقي للمدينة بنسبة 90.49% من البيض و8.56% من الأمريكيين الأفارقة و0.36% من الأمريكيين الأصليين و0.05% من الأمريكيين ذوي الأصول الآسيوية و0.05% من الأعراق الأخرى و0.50% من عرقين مختلطين أو أكثر و0.50% من الهسبانيون أو اللاتينيون من أي عرق.
بلغ عدد الأسر 925 أسرة كانت نسبة 34.7% منها لديها أطفال تحت سن الثامنة عشر تعيش معهم، وبلغت نسبة الأزواج القاطنين مع بعضهم البعض 49.9% من أصل المجموع الكلي للأسر، ونسبة 14.5% من الأسر كان لديها معيلات من الإناث دون وجود شريك،  بينما كانت نسبة 3% من الأسر لديها معيلون من الذكور دون وجود شريكة وكانت نسبة 32.5% من غير العائلات. تألفت نسبة 30.1% من أصل جميع الأسر من عدة أفراد يعيشون في نفس المنزل ونسبة 16.3% كانت تتألف من شخص يعيش بمفرده يبلغ من العمر 65 عاماً أو أكثر. وبلغ متوسط حجم الأسرة المعيشية 2.39، أما متوسط حجم العائلات فبلغ 2.95.
بلغ العمر الوسطي للسكان 37.3 عاماً. وكانت نسبة 24.7% من القاطنين تحت سن الثامنة عشر، وكانت نسبة 8.8% بين الثامنة عشر والرابعة والعشرين عاماً، ونسبة 28.1% كانت واقعةً في الفئة العمرية ما بين الخامسة والعشرين والرابعة والأربعين عاماً، ونسبة 21.7% كانت ما بين الخامسة والأربعين والرابعة والستين، ونسبة 16.6% كانت ضمن فئة الخامسة والستين عاماً فما فوق. يوجد لكل 100 أنثى 85.5 ذكر، ويوجد لكل 100 أنثى في الثامنة عشر من عمرها فما فوق 81.0 ذكر.
بلغ متوسط دخل الأسرة في المدينة 26,380 دولارًا، أما متوسط دخل العائلة فبلغ 35,417 دولارًا. وكان متوسط دخل الذكور 27,153 دولارًا مقابل 19,507 دولارًا للإناث. وسجل دخل الفرد الخاص بالمدينة 14,215 دولارًا. وكانت نسبة 12.7% من العائلات ونسبة 14.7% من السكان تحت خط الفقر، وكان من هؤلاء نسبة 22.3% تحت سن الثامنة عشر ونسبة 13.7% في الخامسة والستين من العمر وما فوق.

### تعداد عام 2010
بلغ عدد سكان غرينفيلد 2,182 نسمة بحسب تعداد عام 2010، وبلغ عدد الأسر 912 أسرة وعدد العائلات 593 عائلة مقيمة في المدينة. في حين سجلت الكثافة السكانية 241.1 نسمة لكل كيلومتر مربع (624.4/ميل2). وبلغ عدد الوحدات السكنية 1,004 وحدة بمتوسط كثافة قدره 110.9 لكل كيلومتر مربع (287.2/ميل2).
وتوزع التركيب العرقي للمدينة بنسبة 89.64% من البيض و8.89% من الأمريكيين الأفارقة و0.14% من الأمريكيين الأصليين و0.09% من الأمريكيين ذوي الأصول الآسيوية و0.37% من الأعراق الأخرى و0.87% من عرقين مختلطين أو أكثر و1.15% من الهسبانيون أو اللاتينيون من أي عرق.
بلغ عدد الأسر 912 أسرة كانت نسبة 31.5% منها لديها أطفال تحت سن الثامنة عشر تعيش معهم، وبلغت نسبة الأزواج القاطنين مع بعضهم البعض 44.3% من أصل المجموع الكلي للأسر، ونسبة 15% من الأسر كان لديها معيلات من الإناث دون وجود شريك،  بينما كانت نسبة 5.7% من الأسر لديها معيلون من الذكور دون وجود شريكة وكانت نسبة 35% من غير العائلات. تألفت نسبة 31.4% من أصل جميع الأسر من عدة أفراد يعيشون في نفس المنزل ونسبة 16.1% كانت تتألف من شخص يعيش بمفرده يبلغ من العمر 65 عاماً أو أكثر. وبلغ متوسط حجم الأسرة المعيشية 2.39، أما متوسط حجم العائلات فبلغ 3.00.
بلغ العمر الوسطي للسكان 40.0 عاماً. وكانت نسبة 23.7% من القاطنين تحت سن الثامنة عشر، وكانت نسبة 9.1% بين الثامنة عشر والرابعة والعشرين عاماً، ونسبة 23.3% كانت واقعةً في الفئة العمرية ما بين الخامسة والعشرين والرابعة والأربعين عاماً، ونسبة 27% كانت ما بين الخامسة والأربعين والرابعة والستين، ونسبة 16.9% كانت ضمن فئة الخامسة والستين عاماً فما فوق. وتوزع التركيب الجنسي للسكان بنسبة 47.3% ذكور و52.7% إناث.

## أعلام
- جين كوك

## وصلات خارجية
- The US50 - Cities and Towns in Tennessee State